# Emir Dilaver
Emir Dilaver (Tomislavgrad, 7 maggio 1991) è un calciatore austriaco, difensore del Gänserndorf Süd.

## Carriera

### Club
Il 1º luglio 2014 è stato acquistato dalla squadra ungherese del Ferencváros.

### Nazionale
Ha giocato nelle nazionali giovanili austriache Under-18, Under-19, Under-20 ed Under-21.

## Statistiche

### Presenze e reti nei club
Statistiche aggiornate al 3 ottobre 2015.
| Stagione                 | Squadra                  | Campionato               | Campionato | Campionato | Coppe nazionali | Coppe nazionali | Coppe nazionali | Coppe continentali | Coppe continentali | Coppe continentali | Altre coppe | Altre coppe | Altre coppe | Totale | Totale |
| Stagione                 | Squadra                  | Comp                     | Pres       | Reti       | Comp            | Pres            | Reti            | Comp               | Pres               | Reti               | Comp        | Pres        | Reti        | Pres   | Reti   |
| ------------------------ | ------------------------ | ------------------------ | ---------- | ---------- | --------------- | --------------- | --------------- | ------------------ | ------------------ | ------------------ | ----------- | ----------- | ----------- | ------ | ------ |
| gen.-giu. 2009           | Wienerberg               | RLO                      | 11         | 0          | CA              | 0               | 0               | -                  | -                  | -                  | -           | -           | -           | 11     | 0      |
| 2009-2010                | Austria Vienna II        | EL                       | 27         | 1          | CA              | 1               | 0               | -                  | -                  | -                  | -           | -           | -           | 28     | 1      |
| 2010-gen. 2011           | Austria Vienna II        | RLO                      | 21         | 4          | CA              | 2               | 0               | -                  | -                  | -                  | -           | -           | -           | 23     | 4      |
| Totale Austria Vienna II | Totale Austria Vienna II | Totale Austria Vienna II | 48         | 5          |                 | 3               | 0               |                    | -                  | -                  |             | -           | -           | 51     | 5      |
| gen.-giu. 2011           | Austria Vienna           | BL                       | 3          | 0          | CA              | 0               | 0               | UEL                | -                  | -                  | -           | -           | -           | 3      | 0      |
| 2011-2012                | Austria Vienna           | BL                       | 19         | 0          | CA              | 3               | 0               | UEL                | 1                  | 0                  | -           | -           | -           | 23     | 0      |
| 2012-2013                | Austria Vienna           | BL                       | 26         | 2          | CA              | 4               | 0               | -                  | -                  | -                  | -           | -           | -           | 30     | 2      |
| 2013-2014                | Austria Vienna           | BL                       | 22         | 0          | CA              | 2               | 0               | UCL                | 5                  | 0                  | -           | -           | -           | 29     | 0      |
| Totale Austria Vienna    | Totale Austria Vienna    | Totale Austria Vienna    | 70         | 2          |                 | 9               | 0               |                    | 6                  | 0                  |             | -           | -           | 85     | 2      |
| 2014-2015                | Ferencváros              | NB I                     | 29         | 0          | CU+CdL          | 8+5             | 0               | UEL                | 3                  | 0                  | -           | -           | -           | 45     | 0      |
| 2015-2016                | Ferencváros              | NB I                     | 11         | 0          | CU+CdL          | 0+0             | 0               | UEL                | 3                  | 0                  | SU          | 0           | 0           | 14     | 0      |
| Totale Ferencváros       | Totale Ferencváros       | Totale Ferencváros       | 40         | 0          |                 | 13              | 0               |                    | 6                  | 0                  |             | 0           | 0           | 59     | 0      |
| Totale carriera          | Totale carriera          | Totale carriera          | 169        | 7          |                 | 25              | 0               |                    | 12                 | 0                  |             | 0           | 0           | 206    | 7      |

## Palmarès

### Club

#### Competizioni nazionali
- Campionato austriaco: 1

Austria Vienna: 2012-2013
- Coppa d'Ungheria: 2

Ferencváros: 2014-2015, 2016-2017
- Coppa di Lega ungherese: 1

Ferencváros: 2014-2015
- Supercoppa d'Ungheria: 1

Ferencváros: 2015
- Campionato ungherese: 1

Ferencváros: 2015-2016
- Campionato croato: 2

Dinamo Zagabria: 2018-2019, 2019-2020
- Supercoppa di Croazia: 2

Dinamo Zagabria: 2019, 2022